# 奥焦戈什塞尔盖尼
奥焦戈什塞尔盖尼，是匈牙利杰尔-莫雄-肖普朗州所辖的一个村。总面积19.89平方公里，总人口891，人口密度44.8人/平方公里（2011年1月1日）。